# Септа Юлія

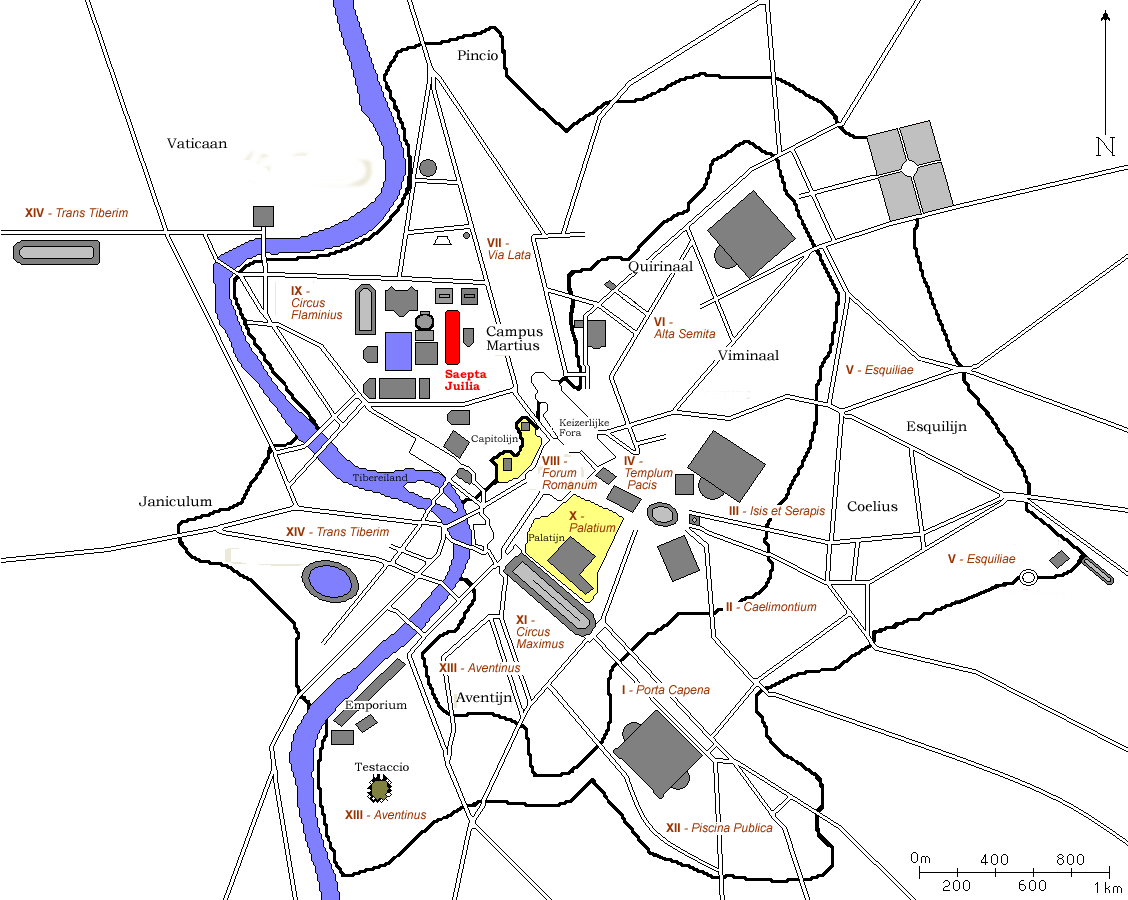
Септа Юлія (позначено червоним кольором)

Септа Юлія (лат. Saepta Julia) — будівля в Стародавньому Римі на Марсовому полі, де відбувалися трибутні коміції. Була результатом задуму Гая Юлія Цезаря (тому отримала відповідну назву), розпочато тріумвіром Марком Емілієм Лепідом, завершено у 26 році до н. е. Марком Віпсанієм Агріппою.

## Історія
Септою називалося частина Марсового поля, де збиралися трибутні коміції. У 54 році до н. е. Гай Юлій Цезар оголосив намір перетворити Септу на мармурову будівлю з дахом і оточити її мармуровим портиком довжиною в 1 милю. Ймовірно у зв'язку зі складними політичними умовами Цезар не встиг розпочати будівництво.
У 43 році до н. е., після проведення триумфу, Марк Емілій Лепід на кошти від військової здобичи розпочав зведення будівлі, яку назвав Септою Юлія. У 36 році до н. е. внаслідок конфлікту Лепіда з Октавіаном роботи були перервані.
Ймовірно після закінчення Сицилійської війни, у 35 до н. е. Марк Віпсаній Агріппа продовжив роботи, які було закінчено 26 до н. е. У зв'язку з цим іноді її називають Септою Агріппи. Тоді ж Октавіан Август, який на той час вчергове став консулом, освятив Септу Юлія.
Окрім трибутних коміцій в Септі збиралися засідання сенату. У 17 до н. е. він зібрався у зв'язку зі Сторічними іграми. У 7 до н. е. тут частково проводилися ігри на пам'ять Агріппи, у 2 до н. е. відбувалися гладіаторські ігри на честь освячення Форуму Августа. У 9 році відбувалися шанування Тиберія на честь перемог над іллірійцями. В часи володарювання імператора Калігули в Септі проводилися гладіаторські ігри, Клавдія та Нерона — гімнастичні змагання. Поступово стає улюбленим місцем відпочинку римлян, також там розташовувався великий ринок.
Було пошкоджено пожежею у 80 за часи володарювання імператора Тита і реставровано імператором Доміціаном. В часи імператора Адріана було проведено реконструкцію Септи Юлія, зокрема переобладнено внутрішні частини.
У часи Пізньої імперії Септа згадується в III ст. як Септа Агріппа.

## Опис
На відміну від попереднього задуму, по завершені будівлю обмежили стороною вздовж дороги Фламінія від підніжжя Капітолійського пагорба до акведука Діва, який Агріппа побудував пізніше, залишивши територію на заході до Пантеону і терм відкритим простором, як було раніше. «Септою» продовжували називати усю територію цілком, як велике приміщення, так і портик.
Портик являв собою подовжений прямокутник, що тягнувся вздовж дороги Фламінія по її західній стороні від акведука Деви, теперішньої віа дель Каравіта, до віа ді Сан Марко завдовжки більше 400 м. Його підтримували 8 рядів ізольованих стовпів, як простих, так і складних, із рустованого травертину, на яких розташовувалися кінці хрестоподібного склепіння. Площа кожно з 4 внутрішніх стовпів становила 1,7 м. Ширина портика зі сходу на захід становила 60 м.
Пліній Старший розповідав про скульптурні групи «Олімпу і Пана» і «Хірона і Ахіллеса», що розташовувалися в часи династії Юліїв-Клавдіїв.